# Palacio Dulber
El Palacio Dulber (en ucraniano: Палац Дюльбер; en ruso: Дворец Дюльбер) es un palacio en Koreiz, cerca de Yalta en Crimea, situada en el sur de Ucrania. El palacio del Gran Duque Pedro Nikoláievich de Rusia, conocido como Dulber (Dulber en idioma tártaro de Crimea significa "hermoso"), es un extravanganza arquitectónica asimétrico con muros almenados, cúpulas de plata, y más de 100 habitaciones, inspirado en la arquitectura mameluca de El Cairo del siglo XV. Este palacio fue construido entre 1895 y 1897.